# Condado de Ben Hill
El condado de Ben Hill (en inglés: Ben Hill County) es un condado en el estado estadounidense de Georgia. En el censo de 2000 el condado tenía una población de 17 484 habitantes. La sede de condado es Fitzgerald. El condado forma parte del área micropolitana de Fitzgerald. Fue el 146° condado de Georgia, siendo fundado en 1906. Fue nombrado en honor a Benjamin Harvey Hill, un congresista de Georgia.

## Geografía
Según la Oficina del Censo, el condado tiene un área total de 658 km² (254 sq mi), de la cual 652 km² (252 sq mi) es tierra y 6 km² (2 sq mi) (0,88%) es agua.

### Condados adyacentes
- Condado de Wilcox (norte)
- Condado de Telfair (noreste)
- Condado de Coffee (este)
- Condado de Irwin (sur)
- Condado de Turner (oeste)

## Demografía
En el  censo de 2000, hubo 17 484 personas, 6673 hogares, y 4631 familias residiendo en el condado. La densidad poblacional era de 69 personas por milla cuadrada (27/km²). En el 2000 había 7623 unidades unifamiliares en una densidad de 30 por milla cuadrada (12/km²). La demografía del condado era de 63,25% blancos, 32,64% afroamericanos, 0,21% amerindios, 0,28% asiáticos, 2,85% de otras razas y 0,77% de dos o más razas. 4,58% de la población era de origen hispano o latino de cualquier raza. 
La renta promedio para un hogar del condado era de $27 100 y el ingreso promedio para una familia era de $33 023. En 2000 los hombres tenían un ingreso per cápita de $26 750 versus $19 547 para las mujeres. La renta per cápita para el condado era de $14 093 y el 18,70% de la población estaba bajo el umbral de pobreza nacional.

## Ciudades y pueblos
- Fitzgerald
- Queensland